# Communauté rurale de Sinthiou Fissa
La communauté rurale de Sinthiou Fissa est une communauté rurale du Sénégal située à l'est du pays. 
Elle fait partie de l'arrondissement de Bélé, du département de Bakel et de la région de Tambacounda.